# Muharay Elemér
Muharay Elemér, Vendel (Jászberény–Hajtapuszta, 1901. október 20. – Budapest, 1960. február 2.) magyar színész, rendező, dramaturg.

## Élete és pályafutása
A Jászberényhez tartozó Hajtapusztán született 1901-ben, Muhari Vendel néven. Apja Muhoray Mihály vasúti alkalmazott, anyja Velkey Amália. Iskoláit megszakításokkal végezte néhez körülmények között. A hat elemi befejezése után pályafenntartó munkásként alkalmazták a vasútnál. A négy polgárit alkalmi munkák vállalása mellett fejezte be magánúton, ezt követően pedig a reálgimnázium 5. és 6. osztályát is kijárta. A Mattyasovszky–Bolváry-féle filmszínészképző iskolában tanult, ahol 1922-ben végzett. Mivel nem tudott elhelyezkedni, alkalmi munkásként dolgozott. 1926–tól 1928-ig Franciaországban és Németországban élt. 1928–tól 1931-ig vidéken színészkedett és rendezett. 1931-ben nyerte el a pesterzsébeti Erzsébet Színház színháznyitási engedélyét, ezt azonban a rendőrség nem sokkal később visszavonta.
1918 októberétől 1919 szeptemberéig a forradalmi, később a Vörös Hadsereg tagja, ugyanazon évben beállt a Lenin-fiúk közé. 1919 októberéig román hadifogságban volt.
1931-ben fellépett a Magyar Színházban is, 1934-ben az Új Thália szervezésében is részt vett. 1938-ban vezette a Fóti Faluszínpadot, 1940-ben pedig a XII. kerületi leventeegyesület színpadát. 1941-ben Muharay Elemér együttese a Belvárosi Színházban mutatkozott be. 1941 májusában passiójátékot rendezett Csíksomlyón, melyet a Katolikus Legényegylet szervezett. 1942-től a Levente Központi Színjátszócsoport vezetője volt, Firenzében is vendégszerepeltek. 1945-ben útnak indította Muharay-együttes név alatt népi színjátszócsoportját. 1945 márciusában a Nemzeti Parasztpárt tagja lett. 1946-ban Muharay Népi Ének-, Tánc- és Játékegyüttese is létrejött. 1948-tól 1950-ig a Szabad Művelődési Tanács osztályvezetője volt, 1950–51-ben dramaturgként dolgozott a Fővárosi Operettszínházban, 1951-től haláláig pedig a Népművelődési Intézet Néprajzi osztályának vezetőjeként működött. Utolsó rendezését, a Gyöngyös Gyöngyi szép szerelme című darabját, 1959 szeptemberében Gyöngyösön mutatták be, Kodály Zoltán zenei közreműködésével. A bemutatót négyezren látták, a szabadtéri színpad zsúfolásig megtelt, az előadáson Kodály is jelen volt.

## Fontosabb művei
- Magyar Játékszín (1940, 1944)
- Útmutató a Magyar Játékszín játékainak és előadásainak bemutatásához (1941)
- Mesejátékok (1957)
- Balladamondó könyv (Bartók J.-fel, 1947)